# ヲシテ
ヲシテは、日本で古い時代に用いられたとされる文字、いわゆる「神代文字」の一種。その真贋については江戸時代から議論の対象となっている。これを用いて書かれたとされるヲシテ文献がある。

## 概要
ヲシテは、いずれも江戸時代中期には存在したことが確認されている『ホツマツタヱ』『ミカサフミ』『カクのミハタ（フトマニなど）』を記述している文字である。旧来は「ホツマ文字」とも呼ばれていた。この3文献は「ヲシテ文献」と呼ばれている。詳しくはヲシテ文献を参照のこと。ヲシテ文献に使われている文字は同一で、文書の中では「ヲシテ」と呼ばれている。「ヲシテ」は、近世以降の経緯から「ホツマ文字」「秀真文字」「伊予文字」、「オシテ」「ヲシデ」と表記される場合もある。縄文時代から日本列島で用いられていたと一部のヲシテ文献研究者に考えられている。
旧来の日本語学や歴史学の学会では、江戸時代に創作された神代文字のひとつであるとされている。それに対して、ヲシテ文献研究者からは「その論拠は上代特殊仮名遣による8母音説であり、根拠として成り立たない」という意見が出されている。しかし、上代日本語の母音が少なくとも５母音より多かったこと自体は言語学では確実視されており、ヲシテ文献成立時には５母音だったものが、母音数が増え、その後に５母音に減少したという不自然な仮定を真正説は要求する。したがって、ヲシテは、言語学からの支持を得られず、ヲシテ支持者は『古事記』『日本書紀』との原文の内容比較などの文献学的手法に根拠を求めている（もちろん両者の類似性はヲシテが『古事記』『日本書紀』を参照して後代に創作されたと考えれば容易に説明がつく）。
なお、縄文土器など、江戸時代の宝暦年間以前の遺物からヲシテの文字や文を記したものは確認されていない。このような事から、考古学上の比定地特定の参考資料としてヲシテ文献を活用した場合、画期的な発見がなされるとヲシテ肯定者からは期待されている。もちろん、宝暦年間以前の遺物にヲシテが確認されないことの最も簡明な説明は、宝暦年間以後にヲシテが創作されたからだ、というものである。
また、鏡の文様、神社の護符・神紋、研究者である小笠原家の戒名などに使われている。

## 神代文字疑惑と8母音説
上代の日本語には8つの母音があったとされる（上代特殊仮名遣を参照）。この説に拠れば、ヲシテは5母音であることから上代の日本語の音韻を反映しておらず、他の神代文字と同様に漢字伝来以前の存在が否定される。詳しくは神代文字を参照。
ヲシテ肯定派は、8母音説そのものを否定する。その根拠として、『日本書紀』『古事記』などの漢字文献類とヲシテ文献の比較・対比、ホツマツタヱに記述されている『アワウタ』の存在を挙げる。これらの理由により、ヲシテ文献の記紀に対する先行性が確認できると主張し、これをもって、漢字文献類よりも古代にさかのぼる文献が発見されたことを意味し、漢字文献類を基にした8母音説は空論であると主張する。
池田満によると、記紀の原書であると認定できるとの報告がある。

## ヲシテの構成

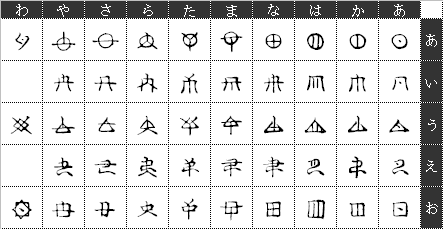
小笠原長武写本によるホツマ文字の標準字形

「ヲシテ」とは、「教える（をしへる）」の語幹「をし (WO SHI)」に手段や為し行く意味の「て (TE)」が合わさった言葉である。後世の時代での「押しで」（押し手）の意味ではない。「ヲシデ」と濁音に訛るのは誤り。ヲシテ時代における「教える」の言葉は「をし」とワ行になっている。ヲシテ時代での「押す」の言葉は「おす」とア行の「お」である。
子音をあらわす部分（父音、父相、相図象）と、母音をあらわす部分（母音、母態、態図象）とを組み合わせた構成である。父と母からヲシテ文字という子供が生まれる訳である。基本は母音5（アイウエオ）×子音10（アカハナマタラサヤワ）の48文字である（ワ行は「ワ」「ン」「ヲ」3音韻の特殊行）。ホツマツタヱ・キツノナトホムシサルアヤ内他には、『アワウタ』という48音からなるウタが記述されている。イサナミ、イサナキにより、当時言語が乱れコミュニケーションに不都合を生じるだけなく人心も乱れたため、このウタが使われたという。ヲシテの基本文字が48種類である事の根拠のひとつである。『よみがえる日本語』明治書院、ⅠおよびⅡにおいて詳細に論じられ始められた。おおよその概要は、『ホツマ辞典』（池田満、展望社）や『ホツマ辞典改定版』（池田 満、展望社）あるいは、『よみがえる縄文時代　イサナギ・イサナミのこころ―新発見『ミカサフミ ワカウタノアヤ』アマテルカミが解き明かす』（池田満、展望社）において説明されている。
右の表はヲシテ文字の四十八音図表である。
ヲシテは、表音文字であると同時に表意文字である。相図象は、それぞれの子音に対応した立体的な意味・イメージを平面に映して表している。態図象は、母音に対応した立体的な意味・イメージを平面に映して表現している。母音・子音の組み合わせは、相図象の意味と態図象の意味の組み合わせになる。また、複数の文字が連続すると、それぞれの音が連続するだけでなく、相図象・態図象も連続して、より複雑な意味を表現することができる。
かな文字は、母音・子音に文字を分解できない。また、表意文字ではない。漢字は、表音文字であって表意文字であるが、文字の全てのパーツが音を表すわけではなく、また、母音と子音のパーツに分けることもできない。
また、かな文字も漢字も、縦書きでも横書きでも語彙も文も成立するが、ヲシテでは縦書きでなければ語彙も文も成立しない。ヲシテのイメージは縦に合成・作用するように作られており、縦に繋がる複数の文字のイメージで語彙や文を表すからである。ただし便宜(カタカナ表記、ひらがな表記、スペース節約、パソコン表示の仕様、ホームページ表示の仕様など)上、横書きされることも多いが、本来横書きは成立しないことを留意する必要がある。。
ヲシテ文献からはヲシテ時代の高度な哲学が読み取れる。すなわち、5母音は、ウツホ、カセ、ホ、ミツ、ハニに分類され、それぞれ下図の意味を持つとされるし、10子音ははじめ(ア行)、つなぐ(カ行)、ひらく(ハ行)、なる(ナ行)、たす(マ行)、かける(タ行)、ちらす(ラ行)、とめる(サ行)、はねる(ヤ行)、おわる(ワ行)に分類されるからだ。
意味に関してはヲシテ文献にその記述があり、解釈は研究者によって見解が異なる。以下は池田満による[解釈]。
| 名称 | ウツホ                                                 | カセ                                                                   | ホ                                                                         | ミツ                                                               | ハニ                                                     |
| ---- | ------------------------------------------------------ | ---------------------------------------------------------------------- | -------------------------------------------------------------------------- | ------------------------------------------------------------------ | -------------------------------------------------------- |
| 解説 | 気体、大空のように目に見えないもの、始まっていないこと | 温度の低いエネルギー、風のように太陽の熱で空気が動くこと、始まったこと | 熱いエネルギー、炎のようにエネルギーが生み出されていること、動いていること | 液体、水のように様々に変化すること、影響を及ぼすこと、変化したこと | 固体、大地のように安定した状態になったこと、成熟したこと |

現代語に翻訳する時の注意点として特に注意すべき事で、池田満が提唱している概念としての解説によると、「ハニ」は固体を意味しているため、漢字の「埴」（どろどろの状態の泥）に当てはめて翻訳することは、大きな誤訳になるという。また、「ウツホ」は気体を意味しており、現代語彙の「空」とは概念が大きく異なっている。この他の母音の意味についても、現代語彙の「風」「火」「水」とは大きな相違が認められる、としている。

そのほか、鳥居礼による解釈によると、ヲシテ(文字)の母音は5元素を示し、子音においては宇宙の発生過程を意味し、皐月などの月の名は人間の妊娠過程を指すという。
この他に、ヲシテ、すなわち文字の形を文献内で説明するという、珍しい特徴をヲシテ文献は有している。

## あわうた(アワウタ、あわのうた、アワノウタ)
あわうた(アワウタ、あわのうた、アワノウタ)はヲシテ文献におけるいろは歌の様なものである。
あわうた(アワウタ、あわのうた、アワノウタ)には様々な深い意味・イメージが込められている。

### 平仮名版
あかはなま
いきひにみうく
ふぬむえけ
へねめおこほの
もとろそよ
をてれせゑつる
すゆんちり
しゐたらさやわ

### 片仮名版
アカハナマ
イキヒニミウク
フヌムエケ
ヘネメオコホノ
モトロソヨ
ヲテレセヱツル
スユンチリ
シヰタラサヤワ

## 変体ヲシテ

モトアケ（小笠原長武写本）。
成立当初のものと思われるヲシテの異体字がある。下部の漢字は伝承中に加えられた解説。

ヲシテには基本形以外に特殊な表現に用いられる字形のバリエーションがあり、変体ヲシテ（特殊ヲシテ文字）と呼ばれる。濁音に関するもの、数詞に関するもの、複数の相または態の図像を組み合わせたもの、渦型のものなどである。それぞれ形に対応した意味を表している。
変体ヲシテはヲシテ時代から存在し、また漢字時代になってから付加されてきたものもあると肯定論者は主張する。例えば、外二点の濁点での濁音表記は、漢字時代になってからの付加物であると考えられているという。
モトアケ（フトマニ図）によると、いくつかの文字で異体字が確認される。また、写本の系統と書写した人物により字形が異なる。